# Vund Point
Der Vund Point (englisch; bulgarisch нос Вунд nos Wund) ist eine niedrige und unvereiste Landspitze am östlichen Ausläufer von Rugged Island im Archipel der Südlichen Shetlandinseln. Sie ragt 1,05 km nordöstlich des Radev Point, 1,31 km südöstlich des Herring Point und 2,03 km westnordwestlich des Laager Point in die Bucht New Plymouth hinein.
Britische Wissenschaftler kartierten sie 1968, spanische 1992 und bulgarische in den Jahren 2005 sowie 2009. Die bulgarische Kommission für Antarktische Geographische Namen benannte sie 2006 nach Wund, einem protobulgarischen Fürsten im Kaukasus, der von 32 bis 20 v. Chr. das Fürstentum Wanand im heutigen Armenien gegründet hatte.